# سی‌ان‌بی‌سی آواز
سی‌ان‌بی‌سی آواز (انگلیسی: CNBC Awaaz) شرکت رسانه‌ای هندی است، که در سالر۲۰۰۵ تأسیس شد.